# Takeo Adachi
Pour les articles homonymes, voir Adachi (homonymie).
 (juillet 2020).
Si vous disposez d'ouvrages ou d'articles de référence ou si vous connaissez des sites web de qualité traitant du thème abordé ici, merci de compléter l'article en donnant les références utiles à sa vérifiabilité et en les liant à la section « Notes et références ».
Takeo Adachi (安達 武生, Adachi Takeo) est un artiste-peintre japonais né le 17 juin 1945 à Hyogo et mort le 24 septembre 2009 à Paris 15e. Il étudie à l'Université des Beaux Arts de Kyoto de 1966 à 1970, puis c'est en visitant les États-Unis et la Grande-Bretagne que Takeo Adachi parfait son art.
À partir de 1988, Takeo Adachi vit et travaille en France. Après de nombreuses expositions à Paris en 1996, à Clermont-Ferrand ou à Kyoto en 1998, Genève ou encore New York…

## Ses œuvres
La série d'œuvres Lumière et Pierres est une série d'œuvres d'art en crayon sur papier. L'une de ces œuvres fait partie de la collection d'art contemporain de la Société Générale.

## Expositions
- 2008 : Galerie du Globe, Argentière, Chamonix Mont-Blanc, France